# Дробиніна
Дроби́ніна (рос. Дробинина) — присілок у складі Упоровського району Тюменської області, Росія.
Населення — 31 осіб (2010, 48 у 2002).
Національний склад станом на 2002 рік:
- росіяни — 98 %